# Гомза (прізвище)
Го́мза — українське прізвище
Прізвище відоме з часів Київської Русі. Це стара назва гаманця, мішечка зі шкіри або торбинки для зберігання грошей.
Колись існувало слово «гомзить», тобо накопичувати гроші. Слово тривалий час зберігалось у слов'янських говірах, але з роками розійшлося у змісті. У псковських мешканців це «псувати», у костромських — лаяти, у нижегородців — поспішати. Відповідно цього прізвисько Гомза отримували заможні, лайливі та пруткі, моторні особи.
Має розповсюдження в Україні, особливо у Західних районах.
Варіанти прізвища — Гомзин, Гомзак.

## Відомі носії
- Гомза Ярослав Юрійович (1927—2011) — український освітянин, 60-десятник, правозахисник, один з фундаторів УГС на Донеччині, активний член Народного Руху України, Донецького обласного Товариства української мови імені Т. Г. Шевченка, Української Республіканської партії, Організації Українських Націоналістів.